# Svart vind
Svart Vind är den sjuttonde boken i serien av Clive Cussler och Dirk Cussler om den amerikanske marinbiologen Dirk Pitt.

## Handling
Två japanska ubåtar under andra världskrigets sista dagar är utrustade med ett nytt biologiskt vapen och ska slå till mot USA:s västkust. Ingen av ubåtarna når målet, men lasten ligger kvar på havets botten.
Flera år senare är det någon som vet om ubåtarna och vad de hade för last. Denna person smider också planer på att förändra USA för alltid. Det enda som hindrar denna person är Dirk Pitt som numera är chef för NUMA och hans två barn.